# Gołaszewo (przystanek kolejowy)

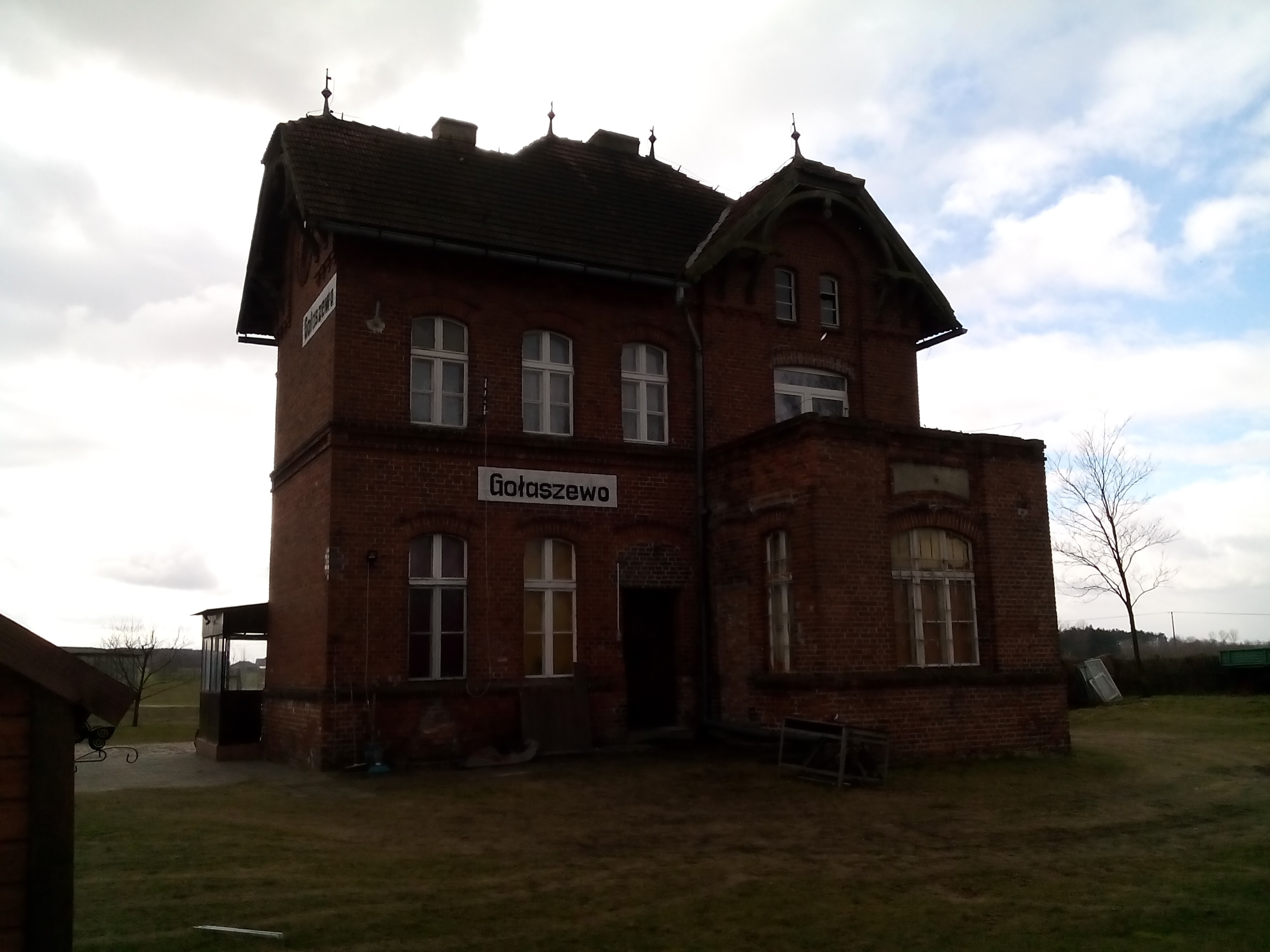

Gołaszewo – przystanek kolejowy w Gołaszewie na linii kolejowej nr 385 Janowiec Wielkopolski - Skoki, w województwie wielkopolskim.